# Borysthenes fusconotatus
Borysthenes fusconotatus är en insektsart som först beskrevs av Melichar 1914.  Borysthenes fusconotatus ingår i släktet Borysthenes och familjen kilstritar. Inga underarter finns listade i Catalogue of Life.